# محسن دریانوش
محسن دریانوش (۲۲ مهر ۱۳۵۹ – ۳۰ اردیبهشت ۱۴۰۳) خلبان نیروی هوایی ارتش ایران بود که در سانحه سقوط بالگرد ورزقان کشته شد.

## زندگی شخصی
محسن دریانوش، ۲۲ مهر ۱۳۵۹ در نجف‌آباد، اصفهان متولد شد. او جزو برترین خلبانان ارتش جمهوری اسلامی بود و از وی به عنوان کمک خلبان در پرواز رئیس‌جمهور استفاده شده بود. او در سال ۱۳۷۸ وارد خدمت نیروی هوایی ارتش شد و دو فرزند پسر داشت. امیر خلبان محسن دریانوش در کارنامه خدمتی خود دارای ۱۴۵۰ ساعت پرواز است.
خانواده او، مذهبی و ریشه‌دار که اهل شهر یانچشمه از توابع شهرستان بن هستند و برای زندگی به شهر نجف‌آباد، اصفهان نقل مکان کردند. او پس از اتمام تحصیلات، در سال ۱۳۷۸ وارد خدمت نیروی هوایی ارتش شد و پس از مدتی خدمت در شیراز به تهران رفت.

## درگذشت
در ۳۰ اردیبهشت ۱۴۰۳، بالگرد حامل وی همراه با سیدابراهیم رئیسی، حسین امیرعبداللهیان، مالک رحمتی، سید طاهر مصطفوی ، بهروز قدیمی و چند تن دیگر در منطقه حفاظت‌شده دیزمار محدوده عمومی میان ورزقان و جلفا در استان آذربایجان شرقی دچار سانحه شده و همه سرنشینان آن کشته شدند.

### تشییع و دفن
جسد او، ۳ خرداد ۱۴۰۳ با حضور افرادی از جمله تعدادی از مسئولان استان اصفهان در شهر نجف‌آباد دفن شد.